# الدوري الإفريقي
الدوري الإفريقي لكرة القدم (بالإنجليزية: African Football League) هي مسابقة قارية لكرة القدم للأندية يديرها الاتحاد الأفريقي لكرة القدم، ومن المقرر أن تنطلق في أغسطس 2023. تم الإعلان عن هذه البطولة في 28 نوفمبر 2019 من قبل جياني إنفانتينو رئيس الاتحاد الدولي لكرة القدم، وتم تأكيدها في 17 يوليو 2021 من قبل باتريس موتسيبيه رئيس الاتحاد الأفريقي لكرة القدم.
تم إطلاقها رسميا يوم 10 أغسطس 2022 في تنزانيا، وستشمل 24 من فرق النخبة الأفريقية مع نظام الصعود والهبوط. جوهر إقامة هذه البطولة هي العوائد المالية الضخمة التي ستتجاوز حاجز الـ 100 مليون دولار أمريكي، والتي ستستخدم لتطوير وتحسين الملاعب والبنية التحتية والاهتمام بالمواهب والترويج لكرة القدم في أفريقيا.

## التاريخ
اقترح جياني إنفانتينو فكرة البطولة خلال زيارة قام بها إلى جمهورية الكونغو الديمقراطية للاحتفال بذكرى مرور 80 عاما على تأسيس نادي تي بي مازيمبي. وقال يتعين اختيار أفضل 20 ناديا في أفريقيا وجعلها تشارك في دوري أفريقي. وأن هذا الدوري من شأنه أن يجني إيرادات بقيمة 200 مليون دولار، ما يجعله بين أفضل عشرة دوريات في العالم. وكشف إنفانتينو أنه بصدد إطلاق نداء لجمع مبلغ مليار دولار من أجل منح كل دولة أفريقية ملعب كرة قدم حقيقيا بمواصفات الاتحاد الدولي لكرة القدم.
في 17 يوليو 2021 صادق باتريس موتسيبيه رئيس الاتحاد الأفريقي لكرة القدم التحرك لتنفيذ مشروع دوري السوبر الأفريقي حيث أقيمت بطولة جديدة تحت مظلة الاتحاد الأفريقي، مع عوائد مالية كبيرة للأطراف المشاركة. يخطط الاتحاد الأفريقي لكرة القدم إطلاق المسابقة في خريف 2023 وتشير التقارير إلى أن أفضل 24 ناديًا سيشاركون وسيتم تقسيمهم إلى ثلاث مجموعات من ثمانية فرق قبل مرحلة خروج المغلوب التي تبدأ في دور الـ16. سيتم اختيار هذه الفرق من أفضل الأندية الأفريقية تصنيفًا. في السنوات القليلة الماضية، مع مجموعات يتم لعبها على أساس إقليمي (شمال ووسط / غرب وجنوب / شرق).كما سيُطلب من جميع المشاركين أن يكون لديهم أكاديمية للشباب وفريق نسائي كجزء من معايير ترخيص النادي الخاصة بهم.

## النظام
تم الإعلان عن تفاصيل التنسيق خلال حفل الإطلاق:
- ستضم المنافسة 24 فريقًا مقسمة إلى 3 مجموعات إقليمية (شمال ووسط / غرب وجنوب / شرق) مع 8 فرق لكل مجموعة وبحد أقصى 3 فرق لكل دولة.
- ستكون الفرق من أكثر من 16 دولة مختلفة ، تمثل حوالي مليار شخص.
- ستشمل المسابقة 197 مباراة بحد أقصى، 21 مباراة يلعبها المتأهلون للنهائيات، وتصفيات الصعود والهبوط.
- ستُلعب المباراة النهائية في مباراة واحدة، في المباراة النهائية المصممة لتصبح بمثابة سوبر بول أفريقيا.

## توزيع الأموال
ستبلغ قيمة جوائز دوري السوبر الأفريقي 100 مليون دولار أمريكي، وسيحصل الفائز على 11.5 مليون دولار وسيحصل كل مشارك على دفعة نقدية مبدئية بقيمة 2.5 مليون دولار. سيتم استخدام بعض التمويل من دوري السوبر الأفريقي لتخصيص مليون دولار أمريكي سنويًا لكل دولة من 54 دولة عضو في الاتحاد الأفريقي لكرة القدم، أي ما مجموعه 54 مليون دولار أمريكي سنويًا لتطوير كرة القدم في جميع البلدان الأفريقية.
سيحصل الاتحاد الأفريقي لكرة القدم أيضًا على 50 مليون دولار سنويًا لتطوير كرة القدم للأولاد والبنات، وتوظيف موظفين على مستوى عالمي، لتحسين وجعل جميع مسابقاته الأخرى جذابة لمشاهدي كرة القدم ومشاهدي التلفزيون والجهات الراعية والشركاء الآخرين. ستدعم الدوري الإفريقي الممتاز نمو كرة القدم للأندية، وبناء وصيانة البنية التحتية لكرة القدم والمرافق، فضلاً عن تدريب المواهب الكروية والاحتفاظ بها في القارة الأفريقية.

## النتائج
| مفتاح          |                                    |
| علامة الخنجرية | فاز بعد وقت إضافي                  |
| #              | فاز بفضل قانون الأهداف خارج الديار |
| *              | فاز بعد ركلات الجزاء الترجيحية     |

| الموسم | الذهاب                                                | الذهاب            | النتيجة | الإياب            | الإياب       | الملعب                          | الحضور |
| الموسم | البلد                                                 | النادي            | النتيجة | النادي            | البلد        | الملعب                          | الحضور |
| ------ | ----------------------------------------------------- | ----------------- | ------- | ----------------- | ------------ | ------------------------------- | ------ |
| 2023   | المغرب                                                | الوداد الرياضي    | 2–1     | ماميلودي صن داونز | جنوب إفريقيا | ملعب محمد الخامس، الدار البيضاء | 45,000 |
| 2023   | جنوب إفريقيا                                          | ماميلودي صن داونز | 2–0     | الوداد الرياضي    | المغرب       | ملعب لوفتوس فيرسفيلد، بريتوريا  | 50,000 |
| 2023   | فاز ماميلودي صن داونز بنتيجة 3–2 في مجموع المباراتين. |                   |         |                   |              |                                 |        |

## سجلات وإحصائيات

### الأبطال حسب النوادي
| النادي            | البطل | الوصيف | سنوات الفوز | سنوات الوصافة |
| ----------------- | ----- | ------ | ----------- | ------------- |
| ماميلودي صن داونز | 1     | 0      | 2023        |               |
| الوداد الرياضي    | 0     | 1      |             | 2023          |

### الأبطال حسب الدول
| البلد        | البطل | الوصيف | البطل                   | الوصيف               |
| ------------ | ----- | ------ | ----------------------- | -------------------- |
| جنوب إفريقيا | 1     | 0      | - ماميلودي صن داونز (1) |                      |
| المغرب       | 0     | 1      |                         | - الوداد الرياضي (1) |

### حسب الكونفيدراليات الفرعية
| الكونفيدرالية الفرعية                        | الأندية البطلة        | الأندية الوصيفة    | الألقاب |
| -------------------------------------------- | --------------------- | ------------------ | ------- |
| كوسافا (إفريقيا الجنوبية)                    | ماميلودي صن داونز (1) |                    | 1       |
| اتحاد شمال إفريقيا لكرة القدم (شمال إفريقيا) |                       | الوداد الرياضي (1) | 0       |
| اتحاد غرب إفريقيا لكرة القدم (غرب إفريقيا)   |                       |                    | 0       |
| اتحاد وسط إفريقيا لكرة القدم (وسط إفريقيا)   |                       |                    | 0       |
| سيكافا (شرق إفريقيا)                         |                       |                    | 0       |

## الخلافات
تعرض المشروع لانتقادات بسبب التوقعات الخيالية للعائدات المالية. ستعاني البطولات القارية الحالية في أفريقيا من ضعف البنية التحتية، وارتفاع تكاليف السفر للجماهير والفرق، والتي لن يتم حلها تلقائيًا عن طريق منافسة جديدة. هناك بالفعل تفاوتات مالية كبيرة بين الفرق الكبرى في شمال أفريقيا وجنوب إفريقيا وبقية القارة، والتي يمكن أن تؤدي المنافسة الجديدة إلى تفاقمها.
كما أنه من المشكوك فيه ما إذا كانت المنافسة يمكن أن تثير اهتمام الجمهور. بالإضافة إلى ذلك، لم يتم توضيح تأثير البطولة الجديدة على بطولات الاتحاد الأفريقي لكرة القدم الحالية مثل دوري أبطال أفريقيا وكأس الكونفيدرالية الأفريقية والدوريات المحلية. كما تم وصف الاتحاد الأفريقي لكرة القدم بمختبر التجارب، بسبب قبول إقتراح إنشاء دوري السوبر في أفريقيا ورفض مشروع دوري السوبر الأوروبي الذي تم إقتراحه في أوروبا في أبريل 2021.

## أنظر أيضا
- دوري أبطال أفريقيا
- كأس الكونفيدرالية الأفريقية